# Indecent & Obscene
Indecent & Obscene — второй студийный альбом шведской дэт-метал-группы Dismember, выпущенный 24 июня 1993 года на лейбле Nuclear Blast. Выход альбома сопровождали два видеоклипа на композиции «Skinfather» и «Dreaming in Red».

## Список композиций
Слова и музыка всех песен — Матти Кярки и Фред Эстбю.
| №                   | Название              | Длительность |
| ------------------- | --------------------- | ------------ |
| 1.                  | «Fleshless»           | 2:58         |
| 2.                  | «Skinfather»          | 3:51         |
| 3.                  | «Sorrowfilled»        | 4:09         |
| 4.                  | «Case # Obscene»      | 3:38         |
| 5.                  | «Souldevourer»        | 3:39         |
| 6.                  | «Reborn in Blasphemy» | 4:49         |
| 7.                  | «Eviscerated (Bitch)» | 2:20         |
| 8.                  | «9th Circle»          | 4:34         |
| 9.                  | «Dreaming in Red»     | 5:20         |
| Общая длительность: | Общая длительность:   | 35:15        |

| №                   | Название                                   | Длительность |
| ------------------- | ------------------------------------------ | ------------ |
| 10.                 | «Hill 112»                                 | 2:46         |
| 11.                 | «Beyond the Unholy Grave» (кавер на Death) | 2:59         |
| Общая длительность: | Общая длительность:                        | 41:03        |

## Участники записи
Dismember
- Матти Кярки — вокал
- Роберт Сеннебек — ритм-гитара
- Давид Блумквист — соло-гитара
- Ричард Кабеса — бас-гитара
- Фред Эстбю — ударные, сведение

Произведственный персонал
- Томас Скогсберг — продюсирование, сведение, запись, звукоинженер
- Питер Ин де Бету — мастеринг